# Daniel Josse
Pour les articles homonymes, voir Josse.
Daniel Josse, dit Dany, né à Leval-Trahegnies le 4 septembre 1952 et décédé à Mons le 3 mai 2011 des suites d'un cancer, est un homme politique belge, membre du parti Ecolo, puis du parti socialiste.

## Carrière
Après avec suivi, dès 1972, ses études à l'Académie Royale des Beaux-Arts de Mons, il obtient son diplôme (avec grande distinction) en 1976 pour les cours de spécialisation peinture et dessin.
De 1978 à 1994, il est assistant, conférencier et professeur dans l'atelier de peinture de l'École Supérieure des Arts Plastiques et Visuels de la Communauté française à Mons (ESAPV). Pendant cette période, il participe à de nombreuses expositions personnelles et collectives en Belgique et à l'étranger, ainsi qu'à plusieurs expériences théâtrales.
En parallèle, de 1991 à 1994, il est successivement secrétaire politique d'Ecolo Mons-Borinage et membre du Bureau du Conseil de Fédération d'Ecolo dont il devient, en 1994, Secrétaire fédéral et porte-parole (avec Isabelle Durant et Jacky Morael). En 1997, il est  nommé Secrétaire politique d'Ecolo Mons-Borinage.
De 1999 à 2004, il est député wallon et communautaire et préside la Commission de la Culture et de l'Audiovisuel du Parlement de la Communauté française.
En 2004, il adhère au Parti Socialiste. De juin 2005 à décembre 2008, il est conseiller au cabinet de la Ministre de la Culture et de l'audiovisuel de la Communauté française de Belgique, Fadila Laanan.
Depuis le 1er janvier 2009, il dirige le "Carré des Associations" à Mons. Coupole de gestion entre le service d’Animations socioculturelles de la Ville de Mons et la Maison folie du Manège, le « Carré des associations » poursuit un double objectif. D’une part, identifier un interlocuteur unique pour l’ensemble des associations, d’autre part, offrir une aide, un accompagnement, un suivi et un conseil global aux projets issus du monde associatif, et ce, entre autres, dans la perspective de "Mons Capitale Culturelle européenne de la Culture en 2015".
Il ne verra pas la fin de son projet car il décède des suites d'une longue et pénible maladie. Son décès a été annoncé officiellement par le bourgmestre Elio Di Rupo.